# J. California Cooper
J. California Cooper   (Berkeley, 10 de novembre de 1931 - Seattle, 20 de setembre de 2014) fou una dramaturga i escriptora de contes afroamericana estatunidenca que fou coneguda amb el nom de J. California Cooper. Va escriure 17 obres de teatre i el 1978 va ser nominada dramaturga negra de l'any per la seva obra Strangers

## Biografia
Alice Walker ha dit de Cooper:
| «              | (anglès) In its strong folk flavor, Cooper's work reminds us of Langston Hughes and Zora Neale Hurston. Like theirs, her style is deceptively simple and direct and the vale of tears in which her characters reside is never so deep that a rich chuckle at a foolish person's foolishness cannot be heard. | (català) En el seu fort sabor folk, l'obra de Cooper ens recorda a Langston Hughes i Zora Neale Hurston. Com el seu, el seu estil és enganyosament senzill i directe i el vall de llàgrimes en què resideixen els seus personatges mai no és tan profund que no es pugui escoltar una rica rialla davant la bogeria d'una persona ximple.) | » |
| — Alice Walker | | |   |

Walker va animar a Cooper a que escribís obres curtes després que ja hagués triomfat en la dramatúrgia. El 1984 va escriure la seva primera recopilació de contes, A Piece of Mine. Va publicar dues recopilacions noves de contes abans de publicar la seva primera novel·la el 1991, Family. Cooper va escriure Funny Valentines, obra de la qual, al 1999, se'n va fer una versió en una sèrie de televisió protagonitzada per Alfre Woodard i Loretta Devine.
El 1986 va guanyar el premi American Book de l'Associació de Llibreries Estatunidenca per la seva col·lecció de contes Homemade Love.
Va morir a Seattle, Washington el 20 de setembre de 2014 a l'edat de 82 anys.

## Obres
- 1984: A Piece of Mine
- 1986: Homemade Love, guanyadora del premi American Book Award del 1989[8]
- 1987: Some Soul to Keep
- 1991: Family
- 1991: The Matter Is Life
- 1994: In Search of Satisfaction
- 1996: Some Love, Some Pain, Some Time: Stories
- 1998: The Wake of the Wind
- 2001: The Future Has a Past
- 2003: Age Ain't Nothing but a Number: Black Women Explore Midlife (contributor), edited by Carleen Brice
- 2004: Some People, Some Other Place
- 2006: Wild Stars Seeking Midnight Suns: Stories
- 2009: Life is Short but Wide